# U 848
U 848 war ein deutsches U-Boot vom Typ IX D2 der Kriegsmarine im Zweiten Weltkrieg. Es konnte auf seiner einzigen Feindfahrt ein britisches Handelsschiff mit 4573 BRT versenken, wobei alle 62 Mann starben. Es wurde selbst am 5. November 1943 von US-amerikanischen Flugzeugen versenkt, wobei die ganze 63-köpfige Besatzung starb – darunter ein Mann, der noch vier Wochen auf einem Rettungsschlauchboot trieb.

## Geschichte
Der Auftrag für dieses Boot wurde am 20. Januar 1941 an die AG Weser in Bremen vergeben.
Am 6. Januar 1942 wurde es dort auf Kiel gelegt. Der Stapellauf fand am 6. Oktober 1942 statt. Am 20. Februar 1943 wurde U 848 unter Korvettenkapitän Wilhelm Rollmann in Dienst gestellt. Rollmann hatte zu Beginn des Krieges U 34 kommandiert und für seine Erfolge am 31. Juli 1940 das Ritterkreuz des Eisernen Kreuzes erhalten. Er war somit ein erfahrener U-Boot-Kommandant.
U 848 gehörte bis zum 31. Juli 1943 als Ausbildungsboot zur 4. U-Flottille in Stettin. Danach war es bis zu seiner Versenkung der 12. U-Flottille in Bordeaux als Frontboot zugeteilt. Als Wappen führte das Boot eine Zeichnung, die eine Weltkugel darstellte. Um diese herum standen die lateinischen Worte „et quo volverunt!“

### Einsatz
Am 18. September 1943 lief U 848 von Kiel zu seiner einzigen Feindfahrt aus. Das Ziel war Penang in Malaysia. Dies war der Stützpunkt der Monsunboote. Am 2. November 1943 wurde der britische Frachter Baron Semple (Lage) durch einen Torpedo im Südatlantik versenkt, wobei alle 62 Mann an Bord starben. U 848 meldete den Erfolg. Der Funkspruch wurde jedoch von den Alliierten eingepeilt.

### Versenkung
Am 5. November 1943 wurde das Boot von drei amerikanischen B-24 Liberator und zwei B-25 Mitchell angegriffen. Nachdem U 848 zunächst mehrere Angriffe abwehren konnte, wurde es schließlich mit Wasserbomben versenkt (Lage). Etwa 20 Überlebende wurden nach dem Untergang im Wasser beobachtet. Jedoch nur der Obersteuermann Hans Schade konnte nach vier Wochen auf einem Rettungsfloß am 3. Dezember 1943 vom amerikanischen Kreuzer USS Marblehead geborgen und nach Recife gebracht werden. Er starb jedoch am 5. Dezember 1943 in einem brasilianischen Krankenhaus. Damit kamen alle 63 Besatzungsmitglieder ums Leben, einschließlich des am 1. November 1943 zum Fregattenkapitän beförderten Kommandanten.